# Айдер (хан)
Айде́р (Хайдар) (крым. Ayder, حيدر‎; ? — 1487) — хан Крыма в 1475 году, сын Хаджи I Герая.
Есть сведения о том, что первый раз Айдер попытался захватить трон в 1456 году, подняв восстание против отца, однако надёжных подтверждений этому историки пока не нашли.
После воцарения своего младшего брата Менгли I Герая Айдер был заключён в генуэзскую крепость Солдаю (Судак), где содержался на правах почётного пленника. После захвата генуэзских владений османцами в 1475 году Айдер на короткое время сумел занять крымский престол, но вскоре, проиграв борьбу за трон брату Нур-Девлету, бежал в Киев, принадлежавший в те времена Великому Княжеству Литовскому. Около 1479 года он перебрался в Москву под покровительство великого князя Ивана III, который через несколько лет отправил Айдера в ссылку в северные области Московского государства.
Скончался Айдер в 1487 году в Белоозере (ныне город Белозерск Вологодской области).